# Taidong (sockenhuvudort i Kina, Heilongjiang Sheng, lat 47,90, long 125,46)
Taidong (kinesiska: 太东, 太东乡) är en sockenhuvudort i Kina. Den ligger i provinsen Heilongjiang, i den nordöstra delen av landet, omkring 250 kilometer norr om provinshuvudstaden Harbin. Antalet invånare är 20 236. Befolkningen består av 9 865 kvinnor och 10 371 män. Barn under 15 år utgör 13,0 %, vuxna 15-64 år 80 %, och äldre över 65 år 6,0 %.
Runt Taidong är det ganska tätbefolkat, med 124 invånare per kvadratkilometer. Närmaste större samhälle är Yangchun, 15,3 km söder om Taidong. Trakten runt Taidong består till största delen av jordbruksmark.
Genomsnittlig årsnederbörd är 861 millimeter. Den regnigaste månaden är juli, med i genomsnitt 289 mm nederbörd, och den torraste är januari, med 7 mm nederbörd.